# Eve MacFarlane
Eve MacFarlane, född 27 september 1992, är en nyzeeländsk roddare.

## Karriär
MacFarlane tävlade för Nya Zeeland vid olympiska sommarspelen 2012 i London, där hon slutade på 7:e plats i scullerfyra. Vid olympiska sommarspelen 2016 i Rio de Janeiro slutade MacFarlane tillsammans med Zoe Stevenson på 12:e plats i dubbelsculler.
Vid olympiska sommarspelen 2020 i Tokyo slutade MacFarlane på åttonde plats tillsammans med Georgia Nugent-O'Leary, Ruby Tew och Olivia Loe i scullerfyra.